# Renée Willes
Marianne Renée Willes (Renée Sporre-Willes),  född 6 juli 1943 i Högalids församling i Stockholm, är en svensk fackboksförfattare och journalist. Hennes ämnesområde är hundar. Hon har varit redaktionssekreterare på tidskriften Hundsport, där hon regelbundet medverkar med temaartiklar om olika hundraser. Förutom flera hundböcker har hon skrivit de flesta hundartiklarna i Nationalencyklopedin. Renée Willes har varit anställd på Svenska Kennelklubben som kynologisk expert, ingår i standardkommittéerna hos både SKK och den internationella kennelfederationen Fédération Cynologique Internationale (FCI) och är ledamot av Svenska Kynologiska Akademin. Hon är utställningsdomare och driver kennel.